# Liste der Staatsoberhäupter der Zentralafrikanischen Republik
Dies ist eine Liste der Staatsoberhäupter der Zentralafrikanischen Republik.

## Zentralafrikanische Republik (1960–1976)
| Nr. | Bild | Name (Lebensdaten)                  | Amtsbezeichnung | Amtszeit        | Amtszeit         | Partei          |
| Nr. | Bild | Name (Lebensdaten)                  | Amtsbezeichnung | Beginn          | Ende             | Partei          |
| --- | ---- | ----------------------------------- | --------------- | --------------- | ---------------- | --------------- |
| 1   |      | David Dacko (* 1930; † 2003)        | Präsident       | 14. August 1960 | 1. Januar 1966   | MESAN           |
| 2   |      | Jean-Bédel Bokassa (* 1921; † 1996) | Präsident       | 1. Januar 1966  | 4. Dezember 1976 | Militär / MESAN |

## Zentralafrikanisches Kaiserreich (1976–1979)
| Nr. | Bild | Name (Lebensdaten)                  | Amtsbezeichnung | Amtszeit         | Amtszeit           | Partei |
| Nr. | Bild | Name (Lebensdaten)                  | Amtsbezeichnung | Beginn           | Ende               | Partei |
| --- | ---- | ----------------------------------- | --------------- | ---------------- | ------------------ | ------ |
| 1   |      | Jean-Bédel Bokassa (* 1921; † 1996) | Kaiser          | 4. Dezember 1976 | 21. September 1979 | MESAN  |

## Zentralafrikanische Republik (ab 1979)
| Nr. | Bild      | Name (Lebensdaten)                    | Amtsbezeichnung                                                                    | Amtszeit           | Amtszeit           | Partei              |
| Nr. | Bild      | Name (Lebensdaten)                    | Amtsbezeichnung                                                                    | Beginn             | Ende               | Partei              |
| --- | --------- | ------------------------------------- | ---------------------------------------------------------------------------------- | ------------------ | ------------------ | ------------------- |
| (1) |           | David Dacko (* 1930; † 2003)          | Präsident                                                                          | 21. September 1979 | 1. September 1981  | MESAN / UDC         |
| –   |           | André Kolingba (* 1935; † 2010)       | Vorsitzender der Militärkommission für die Nationale Rettung                       | 1. September 1981  | 21. September 1985 | Militär / RDC       |
| 3   | Präsident | André Kolingba (* 1935; † 2010)       | 21. September 1985                                                                 | 22. Oktober 1993   | RDC                |                     |
| 4   |           | Ange-Félix Patassé (* 1937; † 2011)   | Präsident                                                                          | 22. Oktober 1993   | 15. März 2003      | MLPC                |
| 5   |           | François Bozizé (* 1946)              | Präsident                                                                          | 15. März 2003      | 24. März 2013      | Militär / parteilos |
| –   |           | Michel Djotodia (* ca. 1949)          | Staatschef des Übergangs                                                           | 24. März 2013      | 10. Januar 2014    | UFDR                |
| –   |           | Alexandre-Ferdinand Nguendet (* 1972) | Kommissarischer Übergangs-Staatschef (als Präsident des Nationalen Übergangsrates) | 10. Januar 2014    | 23. Januar 2014    | RDC                 |
| –   |           | Catherine Samba-Panza (* 1954)        | Übergangs-Staatschefin                                                             | 23. Januar 2014    | 30. März 2016      | parteilos           |
| 6   |           | Faustin-Archange Touadéra (* 1957)    | Präsident                                                                          | 30. März 2016      | amtierend          | parteilos           |